# Cantonul Montiers-sur-Saulx
Cantonul Montiers-sur-Saulx este un canton din arondismentul Bar-le-Duc, departamentul Meuse, regiunea Lorena, Franța.

## Comune
- Biencourt-sur-Orge
- Le Bouchon-sur-Saulx
- Brauvilliers
- Bure
- Couvertpuis
- Dammarie-sur-Saulx
- Fouchères-aux-Bois
- Hévilliers
- Mandres-en-Barrois
- Ménil-sur-Saulx
- Montiers-sur-Saulx (reședință)
- Morley
- Ribeaucourt
- Villers-le-Sec